# Adolphe Clémence
Pour les articles homonymes, voir Clémence (homonymie).
Hippolyte Adolphe Clémence, dit Roussel, est né à Paris le 9 décembre 1838 et y est mort le 4 février 1889 dans le 6e arrondissement. C'est une personnalité de la Commune de Paris.

## Biographie
Ouvrier relieur, fondateur de l'Association internationale des travailleurs (AIT), il collabore à La Tribune ouvrière organe de la section française de AIT. Il est rédacteur-gérant de la Revue de la reliure et de la bibliophilie en 1869.
Le 26 mars 1871, il est élu au Conseil de la Commune par le IVe arrondissement. Il est membre de la commission de la Justice. Membre de la minorité il vote contre la création du Comité de Salut public.
Après la Semaine Sanglante, il se réfugie en Suisse.
Il rentre en France en  1885 et collabore à la Revue socialiste de Benoît Malon.

## Œuvres
- Exposition de 1867 - Délégation des ouvriers relieurs, 2 vol., 1868.
- De l'antagonisme social, ses causes et ses effets, Neufchâtel, octobre 1871.

### Notices biographiques
- Jules Clère, Les hommes de la Commune : Biographie complète de tous ses membres, Paris, Libraire-éditeur É. Dentu, 1871, 195 p. (lire en ligne sur Gallica), p. 51
- Paul Delion, Les membres de la Commune et du Comité central, Paris, A. Lemerre éditeur, août 1871, 446 p. (lire en ligne sur Gallica), p. 51-52
- Bernard Noël, Dictionnaire de la Commune, Coaraze, L'Amourier éditions, coll. « Bio », avril 2021 (1re éd. 1971), 799 p. (ISBN 978-2-36418-060-4, ISSN 2259-6976, présentation en ligne), p. 158
- « Notice « Clémence Adolphe [Clémence Hippolyte, Adolphe, dit Roussel] » », sur maitron.fr, Le Maitron, dictionnaire bibliographique du mouvement ouvrier et du mouvement social, Association Les Amis du Maitron (consulté le 6 août 2021)